# Cephalophyllum staminodiosum
Cephalophyllum staminodiosum är en isörtsväxtart som beskrevs av L. Bol. Cephalophyllum staminodiosum ingår i släktet Cephalophyllum och familjen isörtsväxter. Inga underarter finns listade i Catalogue of Life.